# Deutscher Katholischer Missionsrat

Das Logo des DKMR

Der Deutsche Katholische Missionsrat (DKMR) war ein Zusammenschluss aller Einrichtungen und Organisationen der katholischen Kirche in Deutschland, die sich im Bereich Mission, Entwicklung und Frieden engagierten (Missionswerke, Missionsinstitute, Missionsorden und -kongregationen, Missionsreferate der Diözesen). Er wurde 2012 aufgelöst.

## Mitglieder
Mitglieder waren:
- 27 deutsche Diözesen und Jurisdiktionsbezirke, vertreten durch die Missio-Diözesandirektoren, Missionsreferenten und -beauftragte
- 10 päpstliche bzw. bischöfliche Werke für die Weltkirche, darunter Adveniat, Misereor, Missio Aachen/München und das Kindermissionswerk
- 8 Missionsinstitute, darunter das Missionsärztliche Institut Würzburg und das Katholische Institut für missionstheologische Grundlagenforschung sowie das Reisebüro Raptim
- 56 missionierende Priester- und Brüderorden sowie 91 missionierende Frauenorden

## Geschichte
Am 13. September 1953 schlossen sich die Missionsorden mit den Päpstlichen Missionswerken in Deutschland zum Katholischen Missionsrat zusammen. Die Bischöflichen Werke für die Weltkirche kamen nach ihrer Gründung ebenfalls hinzu. Nach dem II. Vatikanischen Konzil wurde dieser Katholische Missionsrat durch die Missionsreferate der damals 22 deutschen Bistümer erweitert und zum Deutschen Katholischen Missionsrat (DKMR) umgebildet. Große Beachtung erfuhr das „Missionarische Pfingsttreffen“ im Juni 1981 in Mainz.
Seit der Wiedervereinigung Deutschlands im Jahr 1989 gehörten auch die Diözesen und Jurisdiktionsbezirke der neuen Bundesländer mit ihren Missionsreferaten zum DKMR.

## Leitbild
Der DKMR verstand sich als Plattform einer umfassenden Meinungs- und Bewusstseinsbildung sowie als Beratungs- und Koordinierungsgremium im Dienst der katholischen Kirche in Deutschland. Insofern unterstützte er die Verantwortlichen der Kirche bei ihrer Aufgabe, den Menschen in den Auseinandersetzungen unserer Zeit geistige Orientierung und menschliche Hilfe zu bieten, mit Rat und Tat. Er wollte dazu beitragen, dass das Anliegen Mission, Entwicklung und Frieden im Bewusstsein der lokalen Kirche lebendig bleibt. In diesem Sinn suchte und förderte der DKMR Formen der Partnerschaft mit den Ortskirchen anderer Länder und Kulturen. Es ging darum, im Sinne des Sendungsauftrags Jesus, Glaube und Hoffnung, aber auch personelle und materielle Ressourcen zu teilen.